# Anthonie Heinsius
Anthonie (lub Antonius) Heinsius (ur. 22 listopada 1641 w Delfcie, zm. 3 sierpnia 1720 w Hadze) – holenderski polityk i Wielki Pensjonariusz Holandii od roku 1689 do 1720.

## Życiorys
Heinsius urodził się jako syn miejskiego patrycjusza w Delfcie. W roku 1679 został pensjonariuszem (posłem) reprezentującym Delft na zebraniu Stanów Generalnych Holandii, a w roku 1687 został członkiem kamery delft w ramach Kompanii Wschodnioindyjskiej (VOC).
W roku 1682 stadhouder Wilhelm III Orański wysłał go na rozmowy pokojowe do Francji, Ludwik XIV nie zaprzestał jednak okupacji księstwa Oranii, jednak Heinsius zrobił jako dyplomata dobre wrażenie.
Gdy Wilhelm III Orański został królem Anglii w 1689 roku, Heinsius został najbliższym jego współpracownikiem. Gdy toczyła się wojna o sukcesję hiszpańską (1701–1713/1714) był jednym z głównych inicjatorów działań wojennych. Gdy Wilhelm zmarł w 1702 pozycja Heinsiusa tylko nieznacznie osłabła.